# Trametes morganii
Trametes morganii är en svampart som beskrevs av Lloyd 1919. Trametes morganii ingår i släktet Trametes och familjen Polyporaceae.   Inga underarter finns listade i Catalogue of Life.